# 東近江市立箕作小学校
東近江市立箕作小学校（ひがしおうみしりつ みつくりしょうがっこう）は、滋賀県東近江市小脇町に位置する公立小学校。

## 沿革
- 2010年（平成22年）4月1日 - 東近江市立八日市南小学校より東近江市立箕作小学校として分離新設。

## 主な進学先
- 東近江市立聖徳中学校

## 避難所としての機能
災害時の一時避難場所として市民が生活することを想定し、防災倉庫や手押しポンプで作動する井戸、かまどとしても機能する屋外ベンチなどが整備されている。

## 交通
- 近江鉄道本線・八日市線 - 八日市駅より徒歩約13分
- 近江鉄道八日市線 - 新八日市駅より徒歩約8分・太郎坊宮前駅より徒歩約9分